# 31. jaktflygdivisionen
31. jaktflygdivisionen även känd som Cesar Röd var en jaktflygdivision inom svenska flygvapnet som verkade i olika former åren 1936–1973. Divisionen var baserad på Malmens flygplats väster om Linköping.

## Historik
Cesar Röd var 1. divisionen vid Östgöta flygflottilj (F 3), eller 31. jaktflygdivisionen inom Flygvapnet. Divisionen bildades 1936, som en spaningsflygdivision och hade flygfotografering samt artillerieldledning som sina främsta uppgifter. År 1948 omskolades och ombeväpnades divisionen till en jaktflygdivision. År 1965 omskolades och ombeväpnades divisionen till J 35D Draken; totalt kom 50 individer av J 35D att placeras vid F 3. Mellan februari 1970 och mars 1971 tillfördes de båda jaktflygdivisionerna 19 individer av den nyare versionen J 35F-1. De överblivna J 35D kom istället att fördelas på jaktflygdivisionerna vid F 4, F 10 och F 21.
Den av riksdagen beslutade avvecklingen av F 3 som flottilj kom inte att omfatta de två kvarvarande jaktflygdivisionerna vid flottiljen. Visserligen skulle flygverksamheten vid jaktflygdivisionerna upphört den 31 mars 1973, men då riksdagen samtidigt beslutade att Blekinge flygflottilj (F 17) skulle omskolas och ombeväpnas från attack till jakt, kom jaktflygplanen vid 31. jaktflygdivisionen och 32. jaktflygdivisionen ombaseras till F 17. Den 2 april 1973 överfördes de åtta första J 35F-1 till F 17. Där de kom att utgöra grunden av omskolningen och ombeväpningen. Först ut vid F 17 att ombeväpnas var 171. jaktflygdivisionen (Quintus Röd).

## Materiel vid förbandet
| Spaningsflygplan - 1936–1943: S 6 - 1940–1940: J 13 - 1940–1949: S 14 - 1940–1941: B 3 - 1940–1943: S 16 - 1942–1948: S 17B - 1945–1947: S 22 - 1947–1948: J 9 - 1947–1948: S 18A | Jaktflygplan - 1948–1952: J 22 - 1951–1956: J 28B Vampire - 1953–1966: J 29B/F Tunnan - 1965–1973: J 35D/F Draken |

## Förbandschefer
Divisionschefer vid 31. jaktflygdivisionen (Cesar Röd) åren 1936–1973.
- 1936–1973: ???

## Anropssignal, beteckning och förläggningsort
| Cesar Röd | 1936-??-?? | – | 1973-03-31 |

| 31. spaningsflygdivisionen | 1936-??-?? | – | 1947-??-?? |
| 31. jaktflygdivisionen     | 1948-??-?? | – | 1973-03-31 |

| Malmens flygplats (F) | 1936-??-?? | – | 1973-03-31 |